# Ekaterina Aleksandrovna Stroganova
Baronessa Ekaterina Aleksandrovna Stroganova, in russo Екатерина Александровна Строганова? (21 maggio 1769 – Mosca, 30 dicembre 1844), è stata una nobildonna russa.

## Biografia
Era la figlia del barone Aleksandr Nikolaevič Stroganov (1740-1789), e della sua prima moglie, Elizaveta Aleksandrovna Zagrjažskaja (1745-1831).

## Matrimonio
Ereditò la bellezza di sua madre convertendola in una delle spose più interessanti di San Pietroburgo.
Sposò, il 16 aprile 1787, Ivan Aleksandrovič Naryškin (1761-1841). Ebbero cinque figli:
- Aleksandr Ivanovič (1788-1809);
- Grigorij Ivanovič (1790-1835), sposò Anna Michajlovna Meščerskaja;
- Elizaveta Ivanovna (1791-1858);
- Varvara Ivanovna (1793-1867), sposò Sergej Petrovič Nekljudov;
- Aleksej Ivanovič (1795-1868), sposò Elizaveta Aleksandrovna Chruščëva.

Ekaterina non era solo bella. Per sua natura, era quella che oggi si definirebbe una "donna emancipata". Si occupava del benessere materiale della famiglia.
Nella società di San Pietroburgo, Ekaterina ebbe una posizione di rilievo, grazie alla posizione a corte del marito, di parentela e di amicizia con Marija Antonovna Naryškina e la costante attenzione dell'imperatore Alessandro I, che frequentava la loro casa.

## La vita a Mosca
A causa del suo stile di vita, il marito di Ekaterina perse la sua posizione a corte. Accusato di contrabbando diplomatico, la famiglia dovette trasferirsi a Mosca.
Stabilitasi a Mosca, Ekaterina non ruppe i legami con la capitale tanto che riuscì a introdurre nella società della capitale la seconda moglie di suo fratello.

## Morte
Morì il 30 dicembre 1844, a Mosca. Fu sepolta accanto al marito nel monastero Donskoj.